# Nikolai Wassiljewitsch Parijski
Nikolai Wassiljewitsch Parijski (russisch Николай Васильевич Парийский; * 7. Mai 1858; † 20. Juli 1923) war ein russischer Chirurg und Orthopäde, Professor, Doktor der Medizin, Wirklicher Staatsrat.

## Biografie
Nikolaj Wassiljewitsch Parijskij wurde am 17. Mai 1858 (5. Mai im alten Stil) in der Familie eines Priesters geboren. Im Jahr 1882 schließt er sein Studium mit Auszeichnung an der Petersburger Medizinisch-Chirurgischen Akademie und später als Junior-Chirurg in dem 51. litauischen Regiment auf der Krim war, und dann in Simferopol Krankenstation.
1889 wurde er an die Petersburger Medizinisch-Chirurgische Akademie entsandt, wo er seine Diplomarbeit zur Psammotherapie verteidigte. Er arbeitete dort als Arzt, Assistent, Oberassistent und leitete die Orthopädische Abteilung.
Er arbeitete als Leiter der chirurgischen Abteilung und Chefarzt des Eisenbahnkrankenhauses in Tiflis. Im Jahr 1899 wurde er zum Leiter des Stadtkrankenhauses Rostow am Don (Stadtkrankenhaus von Nikolaev) ernannt. Im Jahr 1915 nahm er an der Organisation von Rostov-Universität aktiv, wo er Professor der Medizinischen Fakultät gewählt wurde.
Er starb am 20. Juli 1923 an Malaria.
Nikolaj Parijskij wurde die Medaille des Russischen Roten Kreuzes in Erinnerung an die Beteiligung der Gesellschaft in den Russisch-Japanischen Krieg (1904–1905), und eine Medaille für die aktive Teilnahme am Kampf gegen Cholera und Pestepidemie ausgezeichnet.
Nikolaj Wassiljewitsch Parijskij war der Autor von 72 wissenschaftlichen Werken. Er untersuchte hauptsächlich Gelenkkontrakturen, kongenitale Dislokationen und Spodiloarthritis. Eines seiner Hauptwerke ist die Monographie „Biomechanik als Grundlage der Theorie der Krümmungen des menschlichen Körpers“, im Jahr 1923 veröffentlicht.
Im Jahr 2012 in einem Sanatorium des Ministeriums für Verteidigung der Ukraine in Jewpatorija wurde eine Gedenktafel gewidmet Nikolaj Parijskij installiert ist.